# Зеда-Эцер-Тобаниери
Зеда-Эцер-Тобаниери (груз. ზედა ეწერ-ტობანიერი) — село в Грузии, на территории Ванского муниципалитета края (мхаре) Имеретия.

## География
Село находится в западной части Грузии, на левом берегу реки Кумури, на расстоянии приблизительно 6 километров (по прямой) к западо-юго-западу от города Вани, административного центра муниципалитета. Абсолютная высота — 151 метр над уровнем моря.

## Население
По результатам официальной переписи населения 2014 года, в Зеда-Эцер-Тобаниери проживало 146 человек (74 мужчины и 72 женщины). В национальной структуре населения грузины составляли 100 %.
| Год  | Население, человек |
| ---- | ------------------ |
| 2002 | 284                |
| 2014 | ↘ 146              |